# 1807
1807 (MDCCCVII) byl rok, který dle gregoriánského kalendáře započal čtvrtkem.

## Události
- 22. ledna – Spojené království zrušilo obchodování s otroky ve svých koloniích.
- 8. února – Francouzská armáda se střetla s armádami Ruska a Pruska v bitvě u Jílového.
- 6. dubna – V Turíně proběhla svatba neapolsko-sicilské princezny Marie Kristýny s pozdějším sardinsko-piemontským králem Karlem Felixem.
- 29. května – V Osmanské říši byl svržen sultán Selim III. a novým sultánem se prohlásil Mustafa IV.
- 14. června – Francouzská armáda porazila ruskou v bitvě u Friedlandu.
- 19. června – V rámci rusko-turecké války porazilo ruské námořnictvo tureckou flotu v bitvě u Athu.
- 7. července – Mezi Francií a Ruskem byl uzavřen Tylžský mír. O dva dny později k němu přistoupilo i Prusko.
- 16. srpna – 7. září – V bitvě o Kodaň zvítězilo Spojené království nad Dánskem.
- 27. říjen – Smlouvou ve Fontainebleau se Francie a Španělsko dohodly na obsazení a rozdělení Portugalska.
- 19.–30. listopadu – Francouzská a španělská vojska podnikla invazi do Portugalska.
- Josef Becher začal vyrábět bylinný likér Carlsbader English Bitter, později nazvaný Becherovka.

### Probíhající události
- 1803–1815 – Napoleonské války
- 1804–1813 – Rusko-perská válka
- 1804–1813 – První srbské povstání
- 1806–1812 – Rusko-turecká válka
- 1806–1814 – Kontinentální blokáda

## Vědy a umění
- 29. března – Německý astronom Heinrich Wilhelm Olbers objevil planetku Vesta.
- Anglický chemik Humphry Davy objevil chemické prvky sodík a draslík.
- František Josef Gerstner zkonstruoval na půdě pražské polytechniky první parní stroj v habsburské monarchii.

## Narození

### Česko

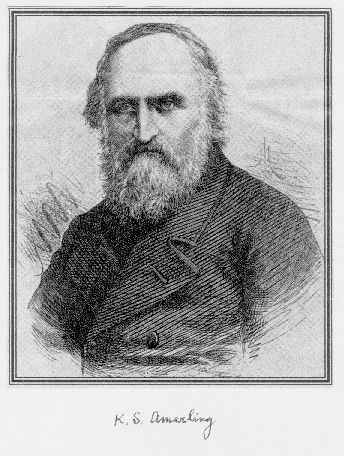
Karel Slavoj Amerling (* 18. září)

- 10. ledna – Terezie Měchurová, manželka Františka Palackého († 18. srpna 1860)
- 16. ledna – Josef Neruda, varhaník a hudební pedagog († 18. února 1875)
- 18. ledna – Josef Wenzig, spisovatel a operní libretista († 28. srpna 1876)
- 21. března
  - Antonín Dobřenský z Dobřenic, generál († 30. srpna 1869 )
  - Alois Vojtěch Šembera, jazykovědec a literární historik († 23. března 1882)
- 29. května – Josef František Doubek, podnikatel a politik († 25. prosince 1882)
- 2. června – Robert Führer, varhaník a hudební skladatel († 28. listopadu 1861)
- 13. července – František Daneš, kněz, pedagog a politik († 5. května 1892)
- 17. dubna – Josef Vojtěch Hellich, malíř a archeolog († 22. ledna 1880)
- 1. května – František Alexandr Zach, vojenský teoretik, generál srbské armády († 14. ledna 1892)
- 7. května – Ignác Ondříček, houslista a lidový hudebník († 8. února 1871)
- 11. července – Josef Tichatschek, operní pěvec († 18. ledna 1886)
- 11. srpna – Karel Würbs, kreslíř, malíř, litograf a pedagog († 6. července 1876)
- 23. srpna – Albert Nostitz-Rieneck, nejvyšší maršálek Království českého († 25. ledna 1871)
- 1. září – František Řivnáč, pražský knihkupec a nakladatel († 25. června 1888)
- 18. září – Karel Slavoj Amerling, pedagog, filozof a lékař († 2. listopadu 1884)
- 2. prosince – Karl von Rothkirch-Panthen, rakouský šlechtic, státní úředník a český politik († 31. března 1870)
- ? – Franz Suida, podnikatel a politik německé národnosti († 31. března 1886)

### Svět

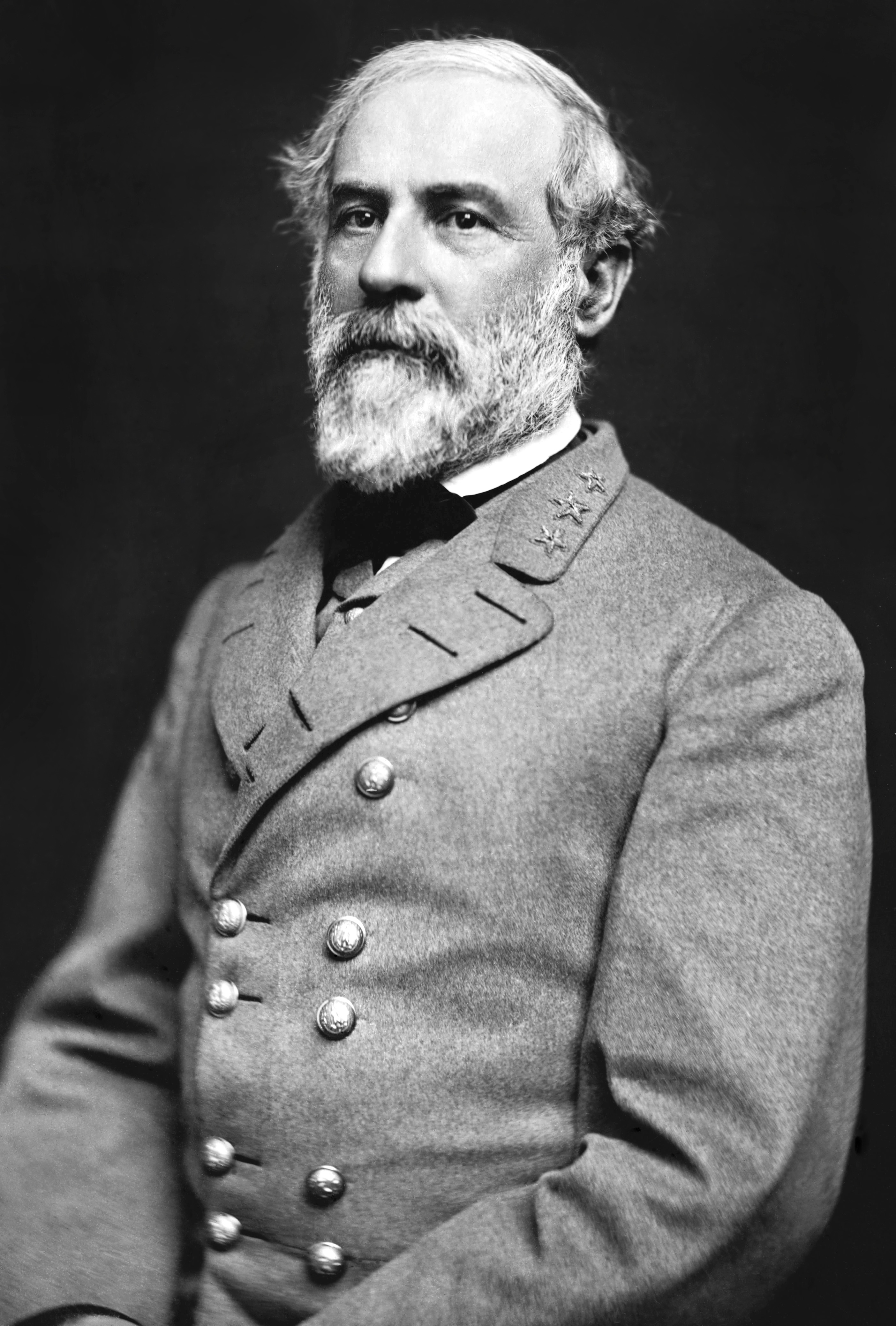
Robert Edward Lee (* 19. ledna)

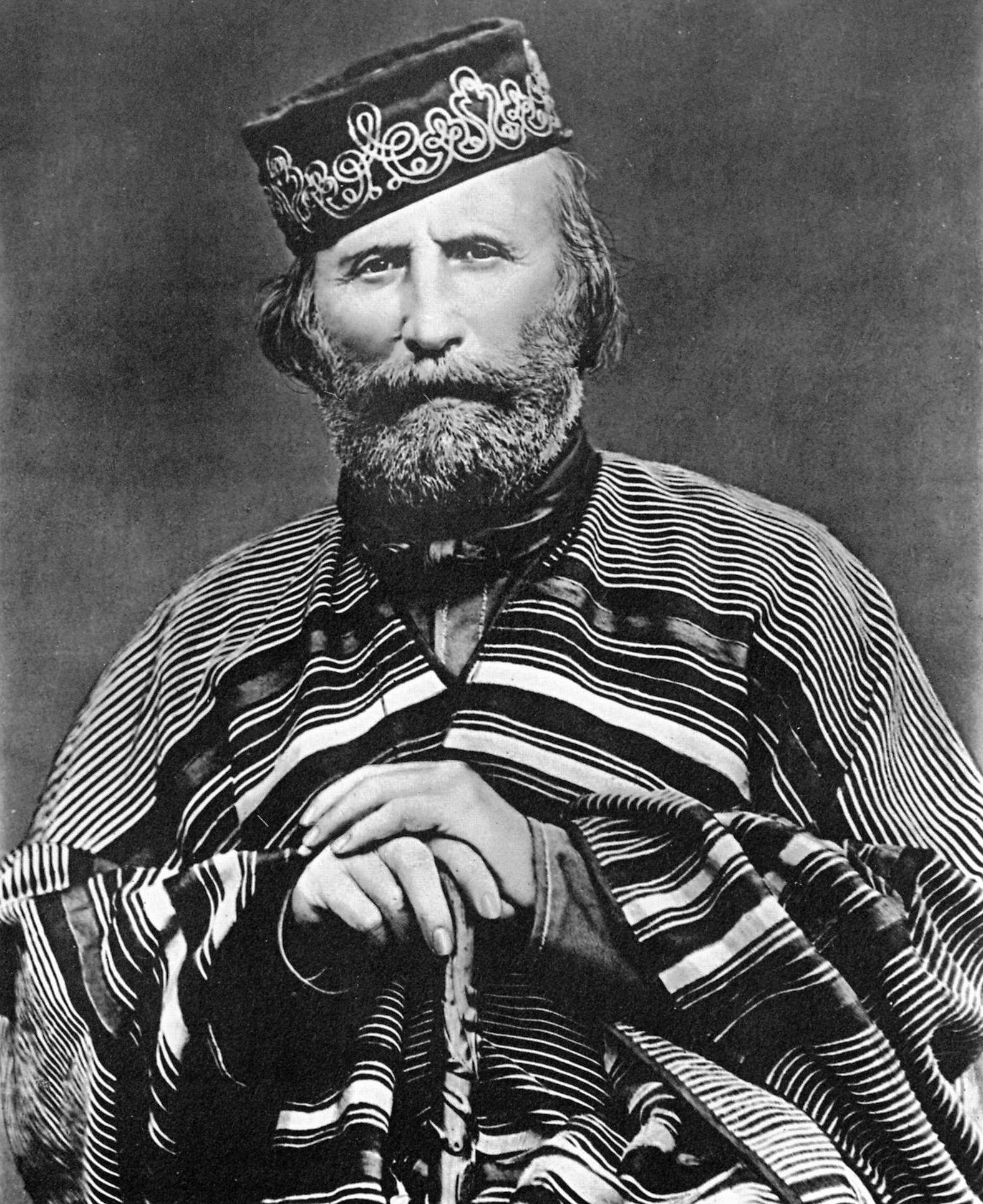
Giuseppe Garibaldi (* 4. července)

- 4. ledna – Baltasar Saldoni, katalánský varhaník, skladatel a muzikolog († 3. prosince 1889)
- 6. ledna – Josef Maximilián Petzval, slovenský matematik, fyzik a vynálezce († 17. září 1891)
- 9. ledna
  - Šarlota Württemberská, ruská velkokněžna († 2. února 1873)
  - Mathias Schönerer, rakouský stavitel železnic († 30. října 1881)
- 19. ledna – Robert Edward Lee, americký generál († 12. října 1870)
- 10. února – Lajos Batthyány, první předseda maďarské parlamentní vlády († 6. října 1849)
- 15. února – Noël Marie Paymal Lerebours, francouzský optik, fotograf a vydavatel († 24. července 1873)
- 27. února – Henry Wadsworth Longfellow, americký básník († 24. března 1882)
- 14. března – Joséphine de Beauharnais mladší, královna Švédska a Norska († 7. června 1876)
- 17. března – Augustus Mongredien, anglický ekonom a šachista(† 30. března 1888)
- 19. března – Johann Nepomuk Hiedler, pradědeček Adolfa Hitlera († 17. září 1888)
- 27. března – Bernhard Grueber, německý architekt, první profesor architektury na AVU v Praze a historik umění († 12. října 1882)
- 30. března – Henrik Rung, dánský hudební skladatel († 12. prosince 1871)
- březen – Delfina Potocka, polská aristokratka, přítelkyně Frédérica Chopina († 2. dubna 1877)
- 3. dubna – Jane Digby, anglická aristokratka a milenka bavorského krále Ludvíka I. († 11. srpna 1881)
- 20. dubna – Aloysius Bertrand, francouzský básník a spisovatel († 29. dubna 1841)
- 10. května – Bernhard Horwitz, britský šachový mistr († 29. srpna 1885)
- 14. května – Johann Friedrich Gabriel Poppel, německý malíř a rytec († 6. srpna 1882)
- 26. května – Anton von Hye, ministr spravedlnosti a ministr kultu a vyučování Předlitavska († 8. prosince 1894)
- 28. května – Louis Agassiz, švýcarský přírodovědec († 14. prosince 1873)
- 31. května – Alessandro Duroni, italský portrétní fotograf († 9. září 1870)
- 1. června – Emily Donelsonová, neteř 7. prezidenta USA Andrewa Jacksona, první dáma USA († 19. prosince 1836)
- 8. června – Ludwig Hohenegger, geolog a manažer průmyslových podniků († 25. srpna 1864)
- 22. června – Cecilie Švédská, švédská princezna a hudební skladatelka († 27. ledna 1844)
- 4. července – Giuseppe Garibaldi, italský národní hrdina, vůdce vlastenců v partyzánské válce proti rakouské a francouzské armádě († 1882)
- 6. srpna – Dorothy Catherine Draper, první žena na fotografii († 10. prosince 1901)
- 15. srpna – Jules Grévy, francouzský prezident († 9. září 1891)
- 24. srpna – Jean-Jacques Feuchère, francouzský sochař († 26. července 1852)
- 21. října – Napoléon Henri Reber, francouzský hudební skladatel († 24. listopadu 1880)
- 22. října – Nikolaj Ivanovič Bachmetěv, ruský hudební skladatel a houslista († 12. září 1891)
- 1. listopadu – Maria Repetto, italská řeholnice, blahoslavená katolické církve († 5. ledna 1890)
- 11. listopadu – Jean-Édouard Adam, francouzský chemik a fyzik (* 11. října 1678)
- 17. prosince – John Greenleaf Whittier, americký kvakerský básník a abolicionista († 7. září 1892)
- 23. prosince – Antonín Maria Claret, španělský arcibiskup v Santiagu de Cuba, katolický světec († 24. října 1870)
- ? – Bezmiâlem Sultan, druhá manželka osmanského sultána Mahmuda II. a matka sultána Abdulmecida I. († 2. května 1853)

## Úmrtí

### Česko
- 17. ledna – Josef Winterhalder, malíř (* 25. ledna 1743)
- 1. dubna – Václav Josef Bartoloměj Praupner, skladatel (* 18. srpna 1745)
- 14. července – Karel Rafael Ungar, kněz a knihovník (* 12. dubna 1743)

### Svět

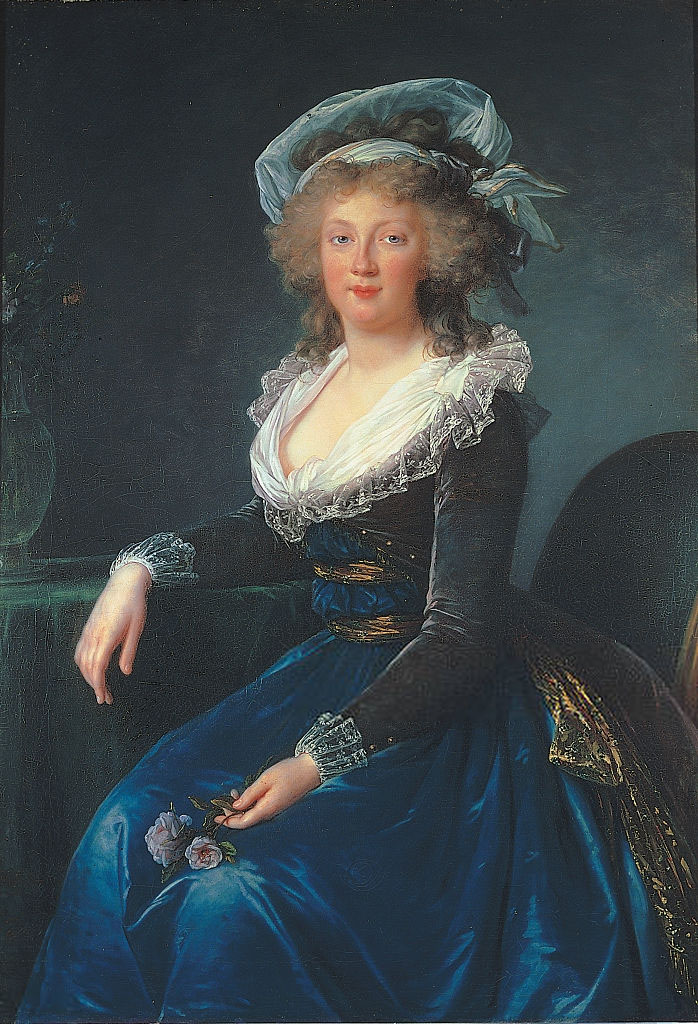
Marie Tereza Neapolsko-Sicilská († 13. dubna)

- 1. března – Nikolaj Petrovič Rezanov, ruský šlechtic a politik (* 28. března 1764)
- 11. března – Anton Eberl, rakouský hudební skladatel a klavírista (* 13. června 1765)
- 4. dubna – Jérôme Lalande, francouzský matematik a astronom (* 11. července 1732)
- 5. února – Pascal Paoli, korsický nacionalista a revolucionář (* 6. dubna 1725)
- 12. února – Jean Joseph Ange d'Hautpoul, francouzský generál (* 13. května 1754)
- 11. dubna – Jean-Baptiste Royer, francouzský politik a biskup (* 8. října 1733)
- 13. července – Jindřich Benedikt Stuart, člen anglické královské rodiny a římskokatolický kardinál (* 6. března 1725)
- 2. září – Antonio Casimir Cartellieri, rakouský hudební skladatel, houslista a kapelník (* 27. září 1772)
- 20. září – Honoré Langlé, francouzský hudební skladatel, teoretik a pedagog (* 1741)
- 21. října – Attilio Zuccagni, italský botanik (* 10. ledna 1754)
- 5. listopadu
  - Angelica Kauffmanová, švýcarská malířka (* 30. října 1741)
  - Johann Friedrich Wilhelm Herbst německý přírodovědec a entomolog (* 1743)
- 26. listopadu – Oliver Ellsworth, americký právník a politik (* 29. dubna 1745)
- 3. prosince – Clara Reevová, anglická spisovatelka (* 1729)
- 21. prosince – John Newton, anglický kněz a skladatel křesťanských písní (* 24. června 1725)

## Hlavy států

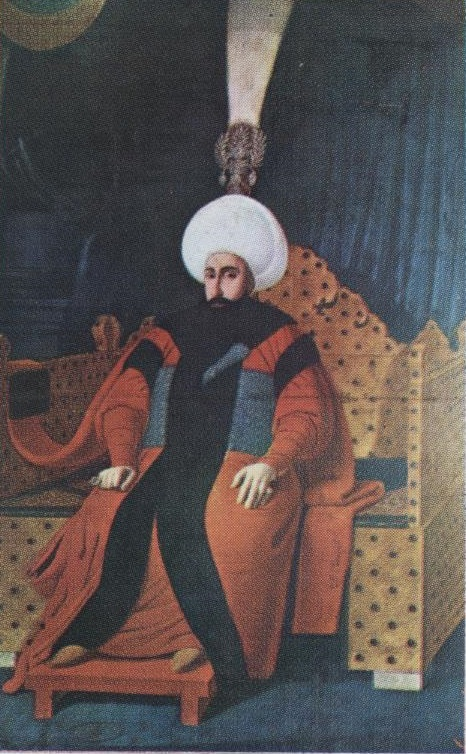
Osmanským sultánem se stal Mustafa IV.

- Francie – Napoleon Bonaparte (1799–1814)
- Osmanská říše – Selim III. (1789–1807) do 29. května / Mustafa IV. (1807–1808) od 29. května
- Prusko – Fridrich Vilém III. (1797–1840)
- Rakouské císařství – František I. (1792–1835)
- Rusko – Alexandr I. (1801–1825)
- Spojené království – Jiří III. (1760–1820)
- Španělsko – Karel IV. (1788–1808)
- Švédsko – Gustav IV. Adolf (1792–1809)
- USA – Thomas Jefferson (1801–1809)
- Papež – Pius VII. (1800–1823)
- Japonsko – Kókaku (1780–1817)